# ФК Донкастер роверси
Фудбалски клуб Донкастер роверси (енгл. Doncaster Rovers Football Club) је енглески фудбалски клуб из Донкастерa. Клуб се такмичи у Првој лиги.

## Историја
Основан је 1875. године. Утакмице игра на Стадиону Кипмоут капацитета 15.231 места. Боје клуба су црвена и бела. Највећи ривал Донкастера је Ротерајм јунајтед.
Клуб није имао значајнијих успеха. Неколико пута су били прваци у трећој лиги енглеске. У сезони 2006/07 су освојили Трофеј фудбалске лиге. То је куп такмичење у којем се такмиче клубови треће и других нижеразредних лига енглеске.

## Успеси клуба
- Трофеј фудбалске лиге

Победник (1): 2006/07.
- Трећа лига Енглеске

Победник (3): 1934/1935, 1946/1947, 1949/1950.
- Четврта лига Енглеске

Победник (3): 1965/1966, 1968/1969, 2003/2004.